# Ophiodothella paraguariensis
Ophiodothella paraguariensis är en svampart som först beskrevs av Carlos Luis Spegazzini, och fick sitt nu gällande namn av Franz Xaver von Höhnel 1910. Ophiodothella paraguariensis ingår i släktet Ophiodothella och familjen Phyllachoraceae.   Inga underarter finns listade i Catalogue of Life.